# لودميلا فارموجوفا
لودميلا فارموجوفا (بالتشيكية: Ludmila Varmužová)‏ مواليد 25 فبراير 1979 في زلين، تشيكوسلوفاكيا، هي لاعبة كرة مضرب تشيكية سابقة بدأت مسيرتها كمحترفة سنة 1993، اعتزلت اللعب في 2001. كما أنها إحدى بطلات الجراند سلام. أعلى تصنيف لها في الفردي كان المركز الـ 159 في سنة 1997. أعلى تصنيف لها في الزوجي كان المركز الـ 189 في سنة 1995.

## النهائيات

### الفردي (1–2)
| الحصيلة | الرقم | التاريخ       | الدورة              | الأرضية | المنافس            | النتيجة         |
| ------- | ----- | ------------- | ------------------- | ------- | ------------------ | --------------- |
| الفوز   | 1.    | 5 أغسطس 1996  | جاكرتا 2، إندونيسيا | صلبة    | تامارين تاناسوجارن | 6–2, 6–4        |
| الوصافة | 1.    | 30 يونيو 1997 | كامبيناس، البرازيل  | ترابية  | لاريسا شيرير       | 4–6, 1–6        |
| الوصافة | 2.    | 4 مايو 1998   | تامبيكو، المكسيك    | صلبة    | سارا تايلور        | 6–4, 4–6, 1–4 r |

### الزوجي (0–4)
| الحصيلة | الرقم | التاريخ        | الدورة                             | الأرضية | الشريك          | المنافس                               | النتيجة            |
| ------- | ----- | -------------- | ---------------------------------- | ------- | --------------- | ------------------------------------- | ------------------ |
| الوصافة | 1.    | 20 فبراير 1995 | نيوكاسل أبون تاين، المملكة المتحدة | سجاد    | ساندرا كلينوفا  | سيدا نورلاندر كريستينا باباداكي       | 6–7(3–7), 3–6      |
| الوصافة | 2.    | 24 يوليو 1995  | إسطنبول 2، تركيا                   | صلبة    | يوريكو ياماغيشي | إيمانويلا براساتي ماريا باولا زافاجلي | 6–7(5–7), 3–6      |
| الوصافة | 3.    | 4 مارس 1996    | روكفورد، الولايات المتحدة          | صلبة    | آنا كورنيكوفا   | إلي هاكامي فالدا لاك                  | 2–6, 3–6           |
| الوصافة | 4.    | 6 أبريل 1998   | دبي، الإمارات العربية المتحدة      | صلبة    | بترا جاسبار     | وين براكوسيا بنجاماس سانجارام         | 6–7(1–7), 6–1, 3–6 |

## روابط خارجية
- لودميلا فارموجوفا على موقع رابطة محترفات التنس (الإنجليزية)
- لودميلا فارموجوفا على موقع الاتحاد الدولي لكرة المضرب (الإنجليزية)